# Louis Carrand
Louis-Hilaire Carrand (Lyon, 23 août 1821 - Lyon, 13 novembre 1899) est un peintre français de la seconde moitié du XIXe siècle.

## Biographie
Avec François Vernay et Auguste Ravier, il forme un petit groupe de peintres lyonnais proche de l'École de Barbizon. Considéré comme un précurseur direct des impressionnistes, il s'intéresse comme eux aux théories de Chevreul et pratique la juxtaposition des touches de peintures. Cependant, contrairement aux impressionnistes qui privilégient les atmosphères claires et lumineuses, Carrand est attiré par les atmosphères brumeuses, les tonalités grises et argentées liées au  printemps ou à l'automne, les effets de lumière à l'aube et au crépuscule. Il a principalement peint la campagne lyonnaise, les paysages de la Bresse et les Monts du Lyonnais. 
Louis Carrand meurt dans le 2e arrondissement de Lyon le 13 novembre 1899.

## Hommages
La rue Louis-Carrand lui est dédiée dans le quartier Saint-Paul à Lyon.

## Collections publiques
- Musée d'Orsay, Paris
  - Paysage d'hiver
  - Paysage au soleil couchant, huile sur carton, 33,2 × 41,5 cm[5]
  - Paysage
- Musée des beaux-arts de Lyon, Lyon
  - La Rive du fleuve, huile sur bois, 46 × 37 cm[6]
  - Bord de rivière, 37,5 × 46 cm
  - Bord de rivière, 27,5 × 33,5 cm
  - Bras du Rhone à Vernaison
  - Effet de brouillard
  - Fin d'orage
  - L'Albarine
  - Le cours du midi à Lyon
  - Le grand chêne
  - Paysage aux environs de Lyon, 40,5 × 77 cm
  - Paysage aux environs de Lyon, 37,5 × 66,5 cm
  - Paysage aux soleil levant Lyon
  - Paysage, 31 × 18,5 cm
  - Paysage, 71 × 117 cm
  - Paysage, 26 × 21,5 cm
- Musée de Grenoble, Grenoble
  - Effet d'orage
  - La ferme , huile sur toile, 32,5 × 45 cm[7]
  - Paysage
- Musée de Brou, Bourg-en-Bresse 
  - Intérieur d'église
  - Paysage de Bresse
- Musée d'art de Toulon, Toulon 
  - Paysage, huile sur bois,
- Musée d'art moderne de Troyes, Troyes
  - La cascade
  - Troupeau de vaches

Œuvres de Louis Carrand
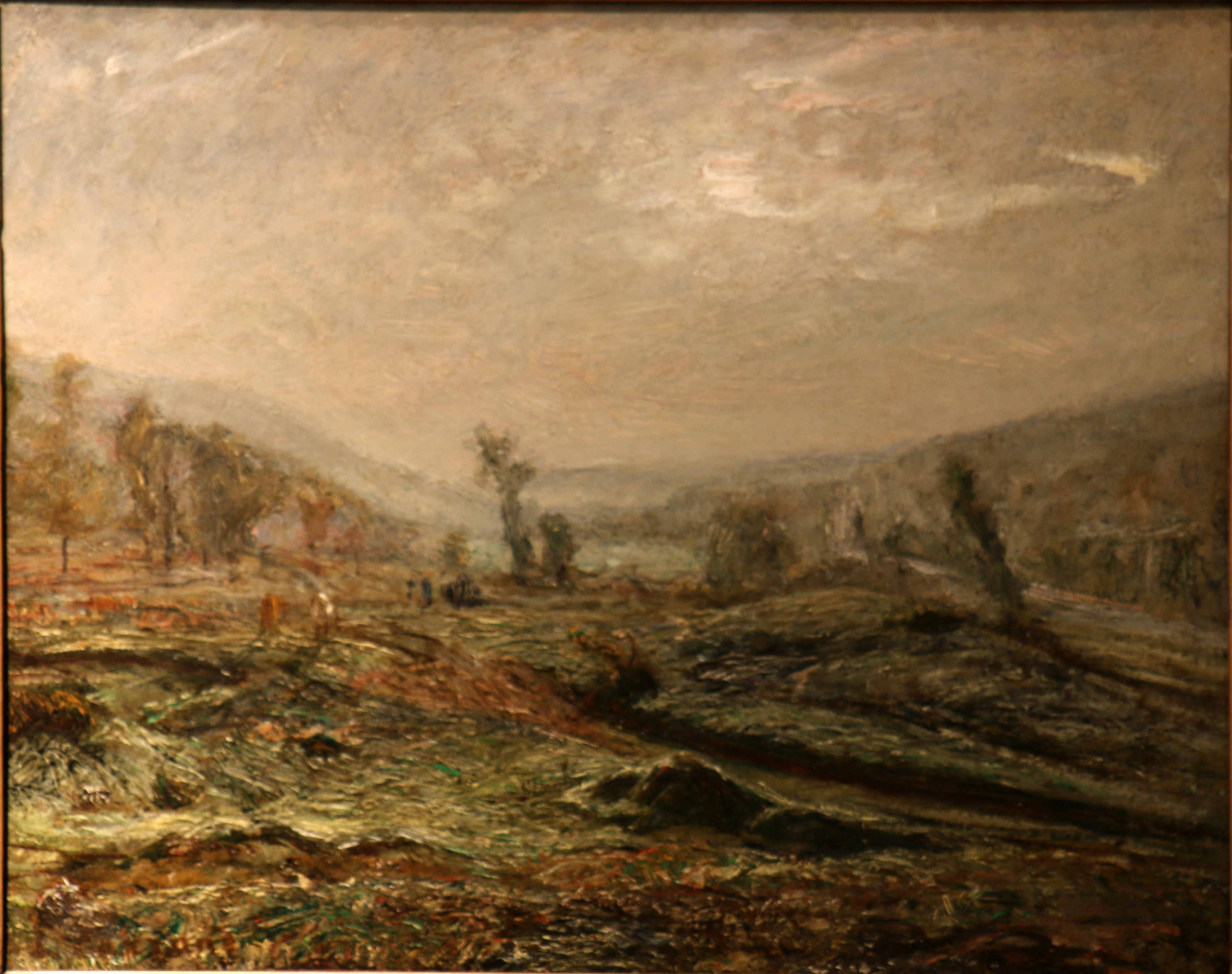
Paysage, musée d'art de Toulon
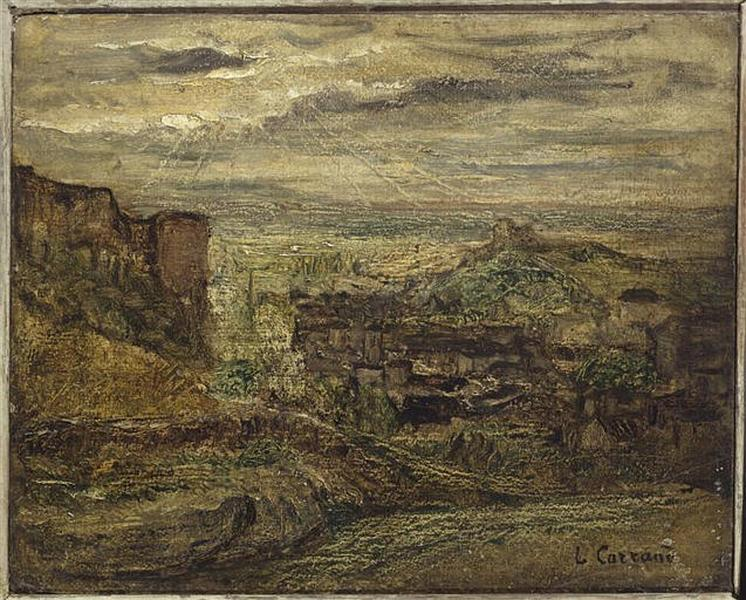
Paysage au soleil couchant, Musée d'Orsay
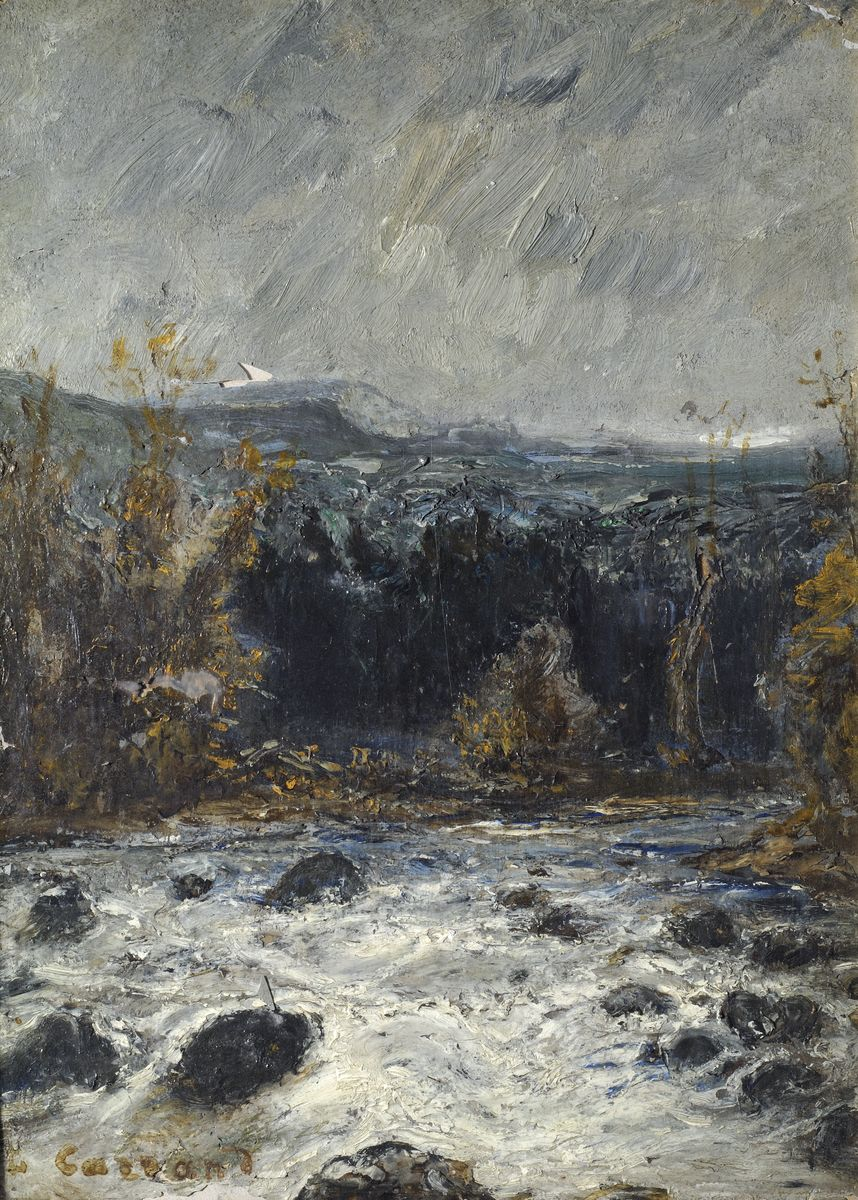
L'Albarine, XIXe siècle, musée des beaux-arts de Lyon.
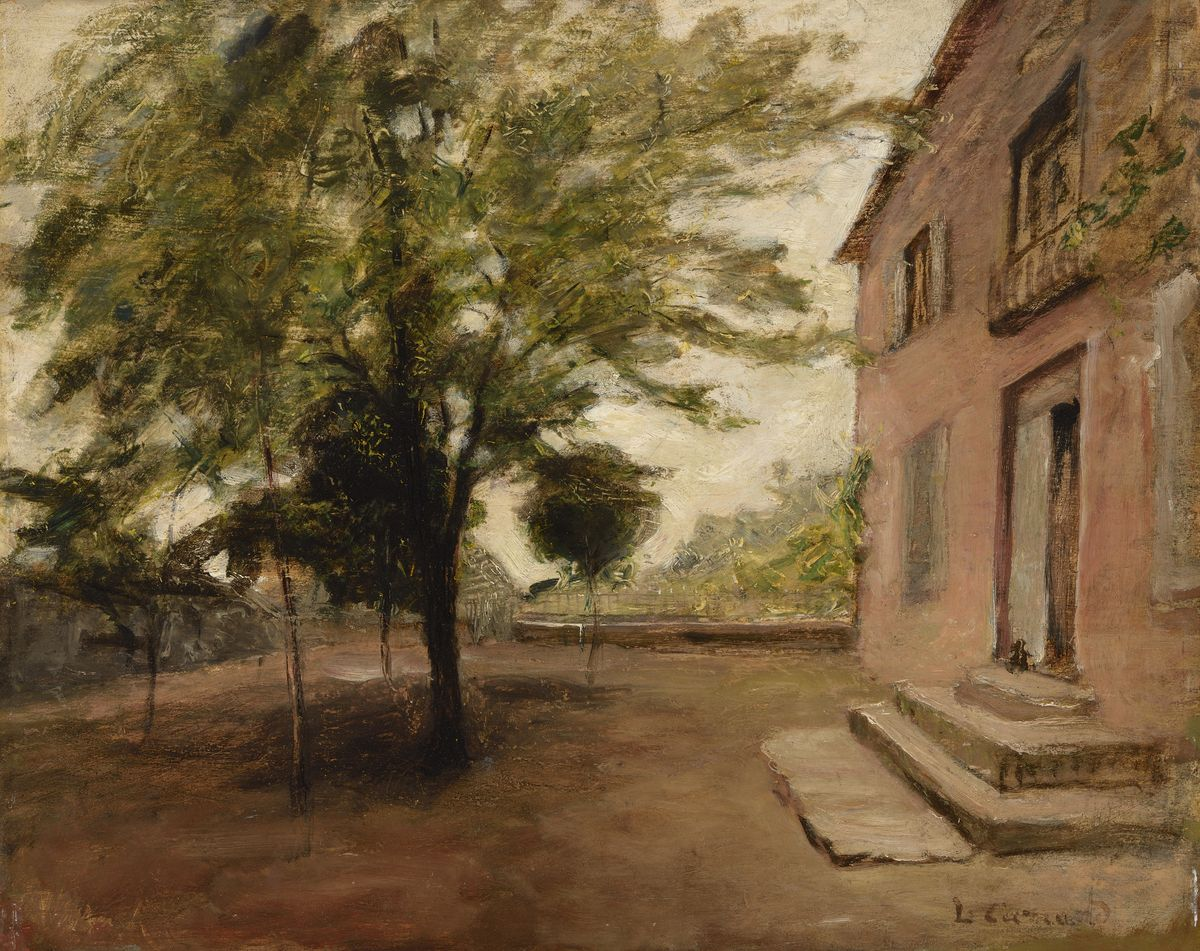
La Maison de l'artiste à Collonges, XIXe siècle, musée des beaux-arts de Lyon.
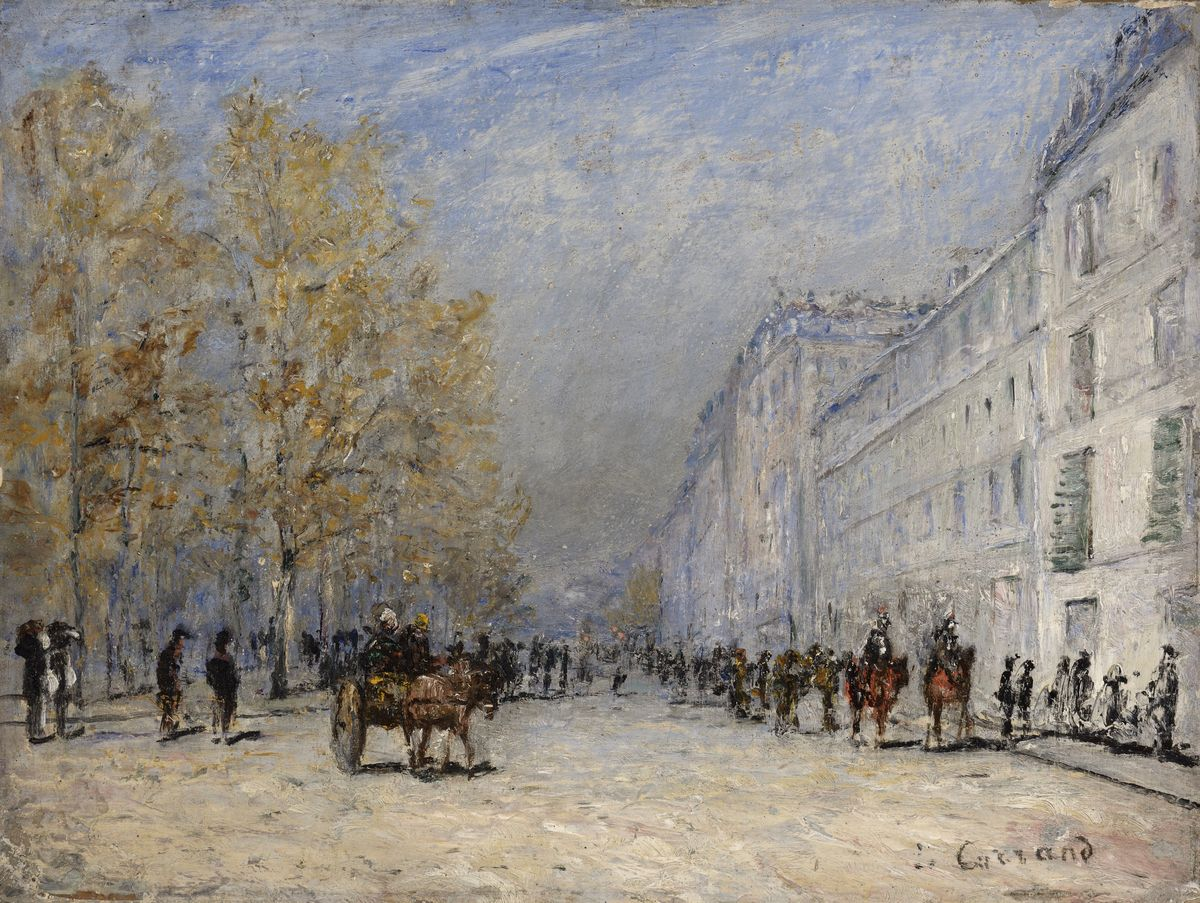
Le Cours du Midi à Lyon, XIXe siècle, musée des beaux-arts de Lyon.
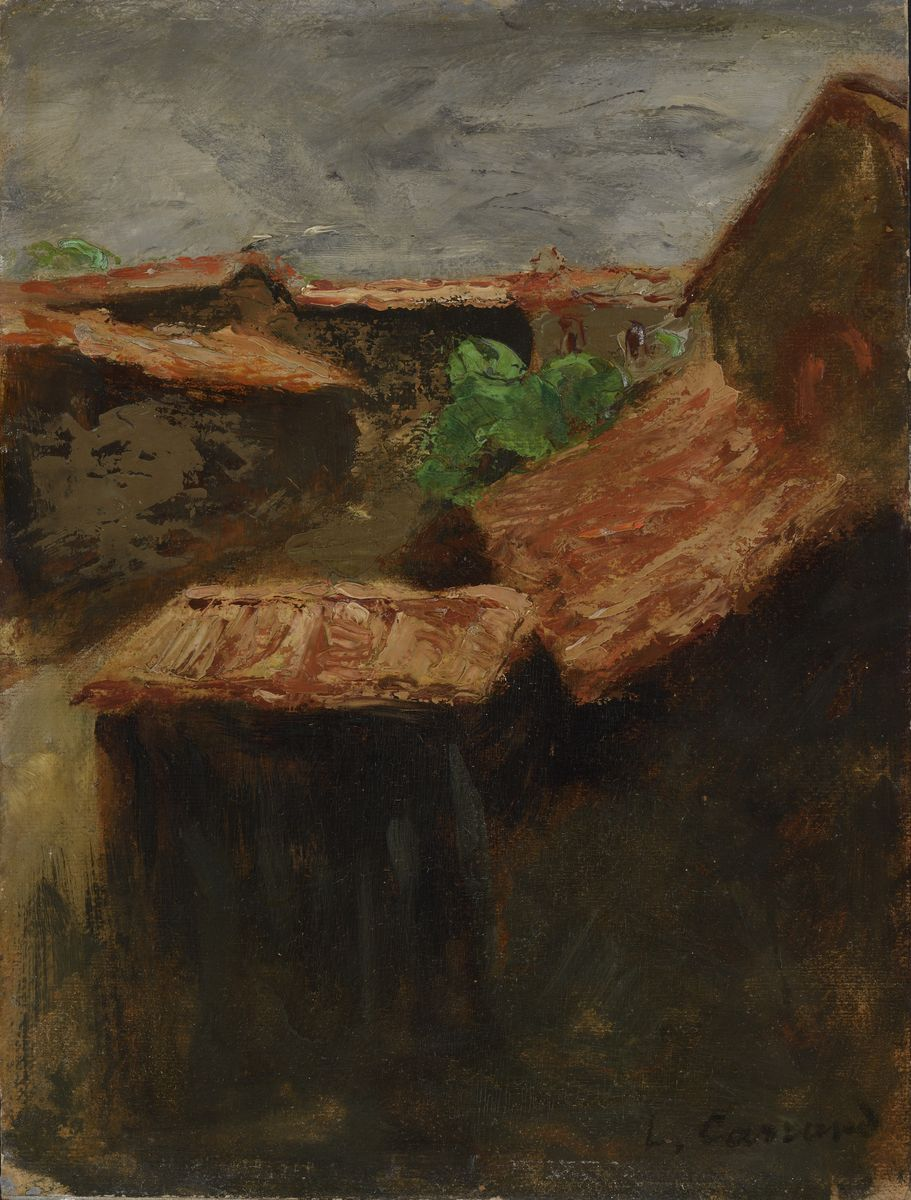
Les Toits de Collonges, XIXe siècle, musée des beaux-arts de Lyon.
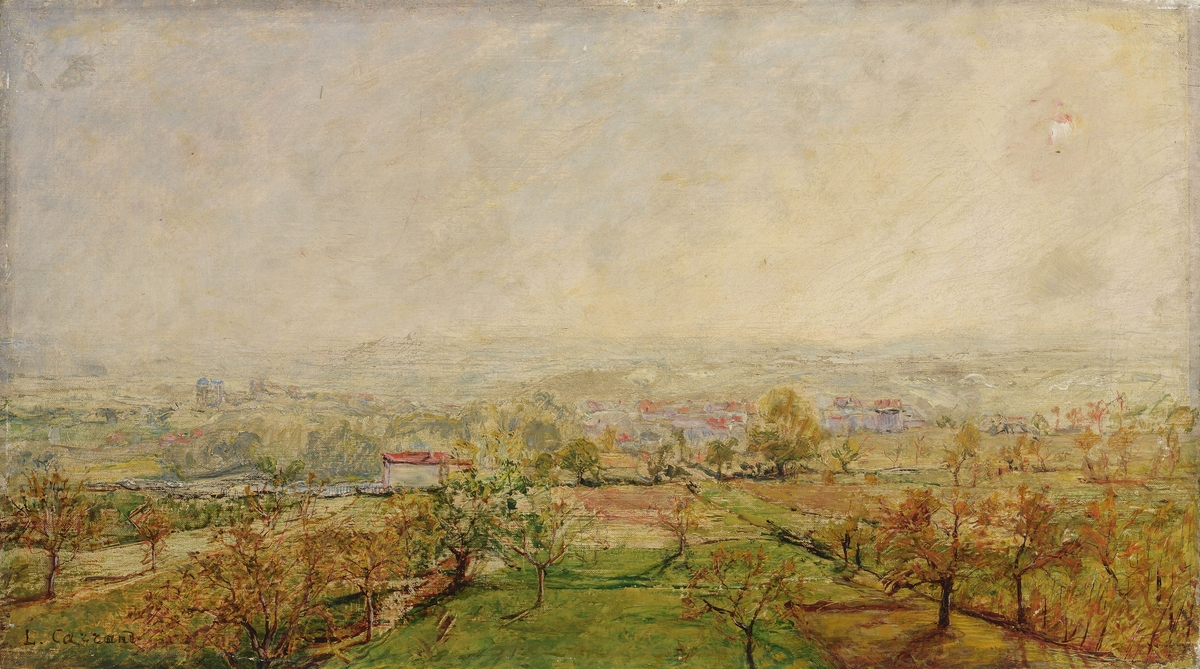
Paysage aux environs de Lyon, XIXe siècle, musée des beaux-arts de Lyon.